# 211 av. J.-C.
Cette page concerne l'année 211 av. J.-C. du calendrier julien proleptique.

## Événements
- 23 mars (15 mars du calendrier romain) : début à Rome du consulat de Publius Sulpicius Galba Maximus (pour la première fois) et Cnaeus Fulvius Centunalus Maximus[1].
- Printemps : 
  - L’armée des deux Scipions est réduite à néant par les Carthaginois à la bataille du haut Bétis (Espagne) où Publius est tué[2]. Son frère Cnaeus est tué trois semaines plus tard à la bataille d'Ilorci, près de Carthago Nova. Cornelius Scipion (le futur Africain) les remplace comme proconsul en Espagne.
  - Raid d'Hannibal sur Rome pour desserrer l'étreinte romaine sur Capoue[1]. Il pille le Latium mais échoue devant Rome, qui reconquiert les villes d’Italie du sud.
- Été : Capoue, adoptée comme position-clef par Hannibal, se rend aux Romains après un deuxième siège[1]. La ville est soumise à une terrible répression. L’aristocratie est massacrée, la plèbe est réduite en esclavage. Le territoire et la ville de Capoue deviennent propriété du peuple romain.

- Début du règne d'Artaban Ier ou Arsace II, roi des Parthes (fin en 191 av. J.-C.)[3].
- Alliance de Rome et de la Ligue étolienne avec les villes grecques de Sparte, Messène et Élis, avec Attale Ier, roi de Pergame et les tribus d'Illyrie et de Thrace contre Philippe V de Macédoine [4].

## Décès
- Publius Cornelius Scipio.
- Cnaeus Cornelius Scipio Calvus.